# Quintin Hogg (marchand)
Quintin Hogg (14 février 1845 - 17 janvier 1903) est un philanthrope anglais, connu principalement comme un bienfaiteur de la Royal Polytechnic institution à Regent Street, Londres, maintenant l'Université de Westminster.

## Jeunesse
Hogg, le septième fils de James Hogg (1er baronnet), est né et passe la majeure partie de sa vie à Londres. Il fait ses études au Collège d'Eton, où il est connu sous le nom de « Piggy Hogg ». Hogg est un sportif passionné et accompli, et avec d'autres Etonians, il est un pionnier de l'équipe de football. À Eton, il remporte les Eton Fives, est gardien de Fives et dans le XI de tir, et est membre des XI de football Wall and Field . Il montre de fortes convictions religieuses et tient des réunions de prière. Il est aussi un éminent carabinier volontaire.
Il effectue 31 apparitions en faveur des Wanderers FC (vainqueurs de la première Coupe d'Angleterre de football) entre les saisons 1865-1866 et 1870-1871 . Il représente deux fois l’Écosse contre l'Angleterre dans les internationaux non officiels de 1870 et 1871 . Il est capitaine des Old Etonians pendant sept ans, au cours desquels il n'a jamais été du côté des perdants .
Il s'implique dans le commerce, en particulier les produits de thé et de sucre. En tant qu'associé principal dans une entreprise de marchands de thé, il modernise la production de sucre à Démérara dans la plantation de son beau-frère, Charles McGarel. Pendant son séjour à Demerara, il joue deux matchs de cricket de première classe pour la colonie.

## Réforme éducative

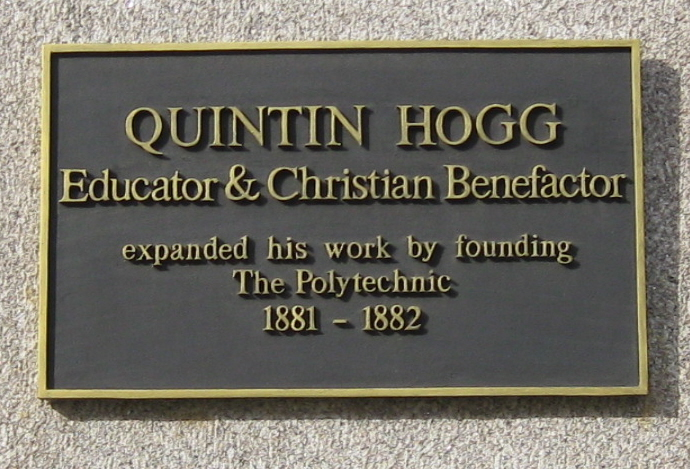
Plaque à l'entrée de l'École polytechnique, Regent Street

Ayant fait fortune, il s'intéresse à la philanthropie d'inspiration chrétienne. Une grande partie de Londres et de sa population à l'époque souffrent de conditions sociales extrêmement défavorisées. Hogg consacre son énergie à la réforme de l'éducation : en 1864, il fonde la York Place Ragged School. Avec Arthur Kinnaird (1847-1923, plus tard 11e baron Kinnaird) et Thomas Henry William Pelham  (1847-1916), il loue des chambres à York Place (anciennement Alley), à côté de The Strand dans le centre de Londres, pour une école de garçons, d'abord une école de jour, plus tard ouverte le soir . En 1882, il fonde le Young Men's Christian Institute, qui est rebaptisé Regent Street Polytechnic (incorporant la Royal Polytechnic Institution). L'école polytechnique fait plus tard partie de l'école polytechnique du centre de Londres (PCL) et est maintenant l'université de Westminster. C'est le plus grand centre d'éducation pour adultes à Londres, et son siège est toujours au même endroit sur Regent Street.

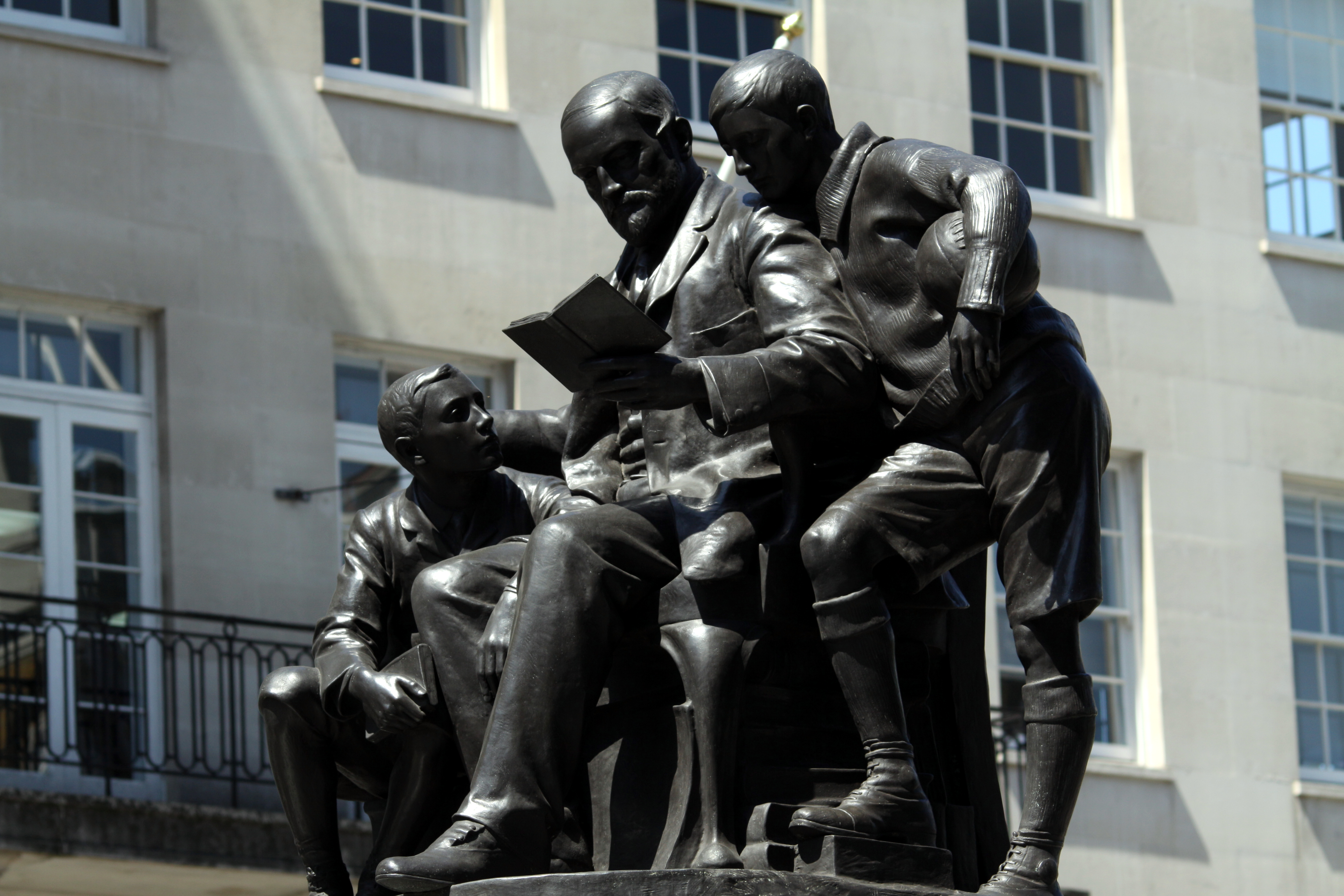
Statue commémorative à Portland Place

Hogg est un échevin du premier Conseil du comté de Londres, encourageant la fondation d'autres écoles polytechniques, alors appelées instituts pour hommes (ou mécaniciens) . Par exemple, en 1886, il est consulté par Frank Didden sur l'établissement d'une école polytechnique à Woolwich (Hogg a fondé une école à Castle Street, Woolwich), Woolwich Polytechnic, la deuxième école polytechnique d'Angleterre, ouvre finalement ses portes en 1891 .

## Vie privée
Il épouse Alice Anna Graham, fille de William Graham, le 16 mai 1871, dans la paroisse St George Hanover Square. Ils ont trois fils et deux filles :
- Douglas Hogg (1er vicomte Hailsham) (1872-1950), père de Quintin Hogg (baron Hailsham de St Marylebone)
- Elsie Florence Hogg (1873-?), épouse Vincent Robertson Hoare (1873-1915)
- Ian Graham Hogg (1875-1914), lieutenant-colonel, meurt en septembre 1914 des suites de ses blessures.
- Ethel Mary Hogg (1876-1970), épouse Herbert Frederick Wood. Elle écrit une biographie de son père, sous le nom d'Ethel M. Wood;
- Malcolm Hogg (1883-1948) [5]

Hogg est mort dans son bain alors qu'il séjournait à l'École polytechnique en 1903, à cause des fumées d'un appareil de chauffage au gaz insuffisamment ventilé  .

## Sources
- Lord Hailsham, A Sparrow's Flight, Oxford University Press, 1991 (ISBN 978-0-00-637721-4) (grandson's memoirs)